# Embrace (US-amerikanische Band)
Embrace war eine US-amerikanische Hardcore-Punk-Band aus Washington, D.C. Sie gilt neben Rites of Spring als Pionier des später unter dem Namen Emocore bekannten Stils.

## Bandgeschichte
Nach dem Ende von Minor Threat gründete Ian MacKaye zusammen mit Chris Bald, Michael Hampton und Ivor Hanson Embrace. Die übrigen drei Mitglieder spielten vorher in The Faith, der Band von MacKayes Bruder Alec, die sich jedoch bereits 1983 aufgelöst hatte. Musikalisch begann man, einen eher langsameren, melodischen Stil zu entwickeln, der im Gegensatz zum hektischen und unsauberen Stil von Minor Threat stand. Auch wechselte MacKaye zu einem klareren, melodischen Gesangsstil. Textlich versuchte man, eine eher emotionale Sprache zu wählen. Die Band existierte von 1985 bis 1987 und trat in Washington und Umgebung auf. Die Auftritte fanden vor allem in kleineren Clubs statt. Neben Embrace waren daran mehrere Bands beteiligt; diese kurzlebige Bewegung wurde später mit dem Begriff „Revolution Summer“ belegt. Die Band stieß insbesondere bei alten Minor-Threat-Fans und in der wachsenden Skinhead-Szene auch auf Ablehnung. Zwischen 1985 und 1986 wurde ein Demo eingespielt und auf Konzerten verteilt. Man begann, an einem Album zu arbeiten, doch die Band zerbrach im Frühjahr 1986 insbesondere wegen schwelender Konflikte zwischen Bald und Hampton.  Das bis dahin aufgenommene Material wurde 1987 über MacKayes Independent-Label Dischord Records als selbstbetiteltes Debütalbum veröffentlicht.
Während MacKaye mit Fugazi eine neue Band gründete, formte Gitarrist Michael Hampton mit Guy Picciotto (später auch bei Fugazi) und mit Embraces Koproduzenten Edward Janney One Last Wish. Bassist Chris Bald entwickelte sich mit der Band Ignition weiter und Schlagzeuger Ivor Hanson tat sich 1992 für Manifesto wieder mit Hampton zusammen.

## Bedeutung
Embrace gilt als früher Pionier des Emocore-Stils, eines eher langsameren Punkstils, der heute oft als Post-Punk oder Post-Hardcore bezeichnet wird und mit der heutigen Subkultur Emo nur wenig gemein hat. Die ersten Bands dieser Musikrichtung verstanden Emocore dem Namen nach als „Emotional Hardcore“, eines an den Hardcore-Punk angelehnten Stils, der vor allem die eigenen Gefühle widerspiegeln sollte. Neben Embrace waren hier Rites of Spring führend, die sich ebenfalls am „Revolution Summer“ beteiligten und versuchten, Konzerte mit intimerer Atmosphäre zu veranstalten. Aus diesen beiden Bands entstand schließlich Fugazi, die auch heute noch aktiv sind. Die Texte von Embrace waren sehr szeneorientiert, persönlich gehalten und behandelten Themen wie Gewalt und Gesellschaftskritik.

## Diskografie
- 1987: Embrace (Dischord Records)